# Neolythria oberthuri
Neolythria oberthuri är en fjärilsart som beskrevs av John Henry Leech 1897. Neolythria oberthuri ingår i släktet Neolythria och familjen mätare. Inga underarter finns listade i Catalogue of Life.